# 约翰·肖
约翰·肖（英語：John Shaw，1937年5月23日—1995年），澳大利亚男子帆船运动员。他曾代表澳大利亚参加1972年夏季奥林匹克运动会帆船比赛，联同约翰·库内奥和托马斯·安德森获得一枚金牌。